# Anthology (álbum de The Band)
| Críticas profissionais | Críticas profissionais |
| Avaliações da crítica  | Avaliações da crítica  |
| Fonte                  | Avaliação              |
| ---------------------- | ---------------------- |
| Robert Christgau       | B-                     |

Anthology é a segunda coletânea do grupo de rock The Band. Lançada originalmente como LP duplo em 1978, foi relançada em 1982 em dois álbuns distintos, Anthology Volume 1 e Anthology Volume 2. Em 1988, ambos foram relançados em CD como Volume 1 e Volume 2. 

## Faixas

### Volume 1
1. "The Weight" - 4:38
2. "Chest Fever" - 5:18
3. "I Shall Be Released" - 3:19
4. "Rag Mama Rag" - 3:04
5. "The Night They Drove Old Dixie Down" - 3:33
6. "Up On Cripple Creek" - 4:34
7. "King Harvest has Surely Come" - 3:39
8. "Stage Fright" - 3:43
9. "The Shape I'm In" - 4:00
10. "Daniel and the Sacred Harp" - 4:06

### Volume 2
1. "Life Is A Carnival" - 3:55
2. "When I Paint My Masterpiece" - 4:21
3. "This Wheel's On Fire" - 4:07
4. "The Great Pretender" - 3:07
5. "Mystery Train" - 5:35
6. "Ophelia" - 3:32
7. "It Makes No Difference" - 6:34
8. "Acadian Driftwood" - 6:42
9. "Right As Rain" - 3:52
10. "Livin' In A Dream" - 2:52